# Episodi di Lockwood & Co.
La prima e unica stagione della serie televisiva Lockwood & Co., composta da otto episodi, è stata pubblicata sul servizio di streaming on demand Netflix il 27 gennaio 2023 in tutti i Paesi in cui il servizio è raggiungibile.
| nº | Titolo originale     | Titolo italiano           | Pubblicazione   |
| -- | -------------------- | ------------------------- | --------------- |
| 1  | This Will Be Us      | Un giorno noi saremo così | 27 gennaio 2023 |
| 2  | Let Go of Me         | Lasciami andare           | 27 gennaio 2023 |
| 3  | Doubt Thou the Stars | Doubt Thou The Stars      | 27 gennaio 2023 |
| 4  | Sweet Dreams         | Sweet Dreams              | 27 gennaio 2023 |
| 5  | Death Is Coming      | La Morte è vicina         | 27 gennaio 2023 |
| 6  | You Never Asked      | Non l'hai mai chiesto     | 27 gennaio 2023 |
| 7  | Mesmerised           | Ipnotizzato               | 27 gennaio 2023 |
| 8  | Not the Eternal      | Non è l'eterno            | 27 gennaio 2023 |

## Un giorno noi saremo così
- Titolo originale: This Will Be Us
- Diretto da: Joe Cornish
- Scritto da: Joe Cornish

### Trama
Inghilterra. Il mondo è infestato dai fantasmi, che possono essere visti e sentiti, e quindi combattuti, solo da giovani ragazzi, trattati dalle autorità e dagli adulti in generale come carne da macello e senza alcun diritto. Ovunque sono nate agenzie che contrastano quello che viene chiamato comunemente il Problema: i fantasmi infatti inducono la catalessi a chi subisce l'esposizione a un fantasma, arrivando a uccidere in molti casi le persone. Lucy Carlysle è una tredicenne molto dotata, che viene "venduta" in cambio di soldi da sua madre, una donna egoista e anaffettiva, all'agenzia del signor Jacobs, un alcolizzato senza scrupoli che non esita a sacrificare i suoi giovani dipendenti pur di non mettere a rischio la propria vita. Dopo una disinfestazione finita male, Lucy viene processata: durante l'udienza, si ribella al signor Jacobs, che scarica la colpa su di lei, e al giudice che crede alla storia dell'uomo, e viene licenziata. La madre la vuole costringere a tornare dall'ex capo per essere riassunta, ma lei scappa a Londra e approda a un'agenzia che ha aperto da poco e gestita dal giovane Anthony Lockwood (insieme al giovane George Karim), che l'assume nonostante le false credenziali che gli fornisce la ragazza e le offre ospitalità nella soffitta.
Tre anni dopo: Lucy e Anthony si stanno occupando di una casa infestata e la ragazza, al cospetto del fantasma di una donna, sente le emozioni della defunta e vede il suo aspetto com'era prima della morte, cose entrambe molto insolite. In seguito alla disinfestazione scoppia un incendio e Lucy scopre dietro all'intercapedine tra due pareti il cadavere della donna, da cui la ragazza prende un anello, riuscendo a mettersi in salvo insieme a Anthony all'ultimo momento.

## Lasciami andare
- Titolo originale: Let Go of Me
- Diretto da: William McGregor
- Scritto da: Joy Wilkinson e Kara Smith

### Trama
A causa dell'esplosione della casa che stavano disinfestando, Lucy finisce in ospedale, da dove però scappa per paura che abbiano avvisato sua madre rivelandole dove si trova, mentre Anthony scopre che la sua assicurazione non coprirà le spese della distruzione della casa, spese che deve rimborsare alla proprietaria. Lucy è perseguitata dalle sensazioni che le ha trasmesso il fantasma: scopre che si chiamava Annabel Ward e una notte il fantasma le appare mentre dorme; in un primo momento Annabel chiede a Lucy di aiutarla e di "lasciarla andare", ma poi diventa aggressiva. La ragazza chiede aiuto ad Anthony e a George, scoprendo che l'anello è la sorgente del fantasma; i due ragazzi vorrebbero mettere in isolamento l'anello, ma Lucy vuole aiutare il fantasma scoprendo cosa è successo e chi l'ha uccisa. In una sorta di seduta spiritica, Lucy "vede" cosa è successo ad Annabel, strangolata a morte dall'uomo che le ha regalato l'anello, ma Anthony interrompe la seduta perché Lucy rischia di morire.
Poco dopo il ragazzo riceve la telefonata dell'ispettore Barnes dell'autorità che regolamenta le agenzie di cacciatori di fantasmi (il DIRICOMM - Dipartimento di Ricerca e Contenimento Manifestazioni Metapsichiche), che gli intima di licenziare Lucy a causa delle referenze false che la ragazza ha presentato. Anthony non le dice niente, ma inizia a indagare con la socia e con George su Annabel perché la defunta era una famosa attrice e la sua morte aveva fatto scalpore: Anthony infatti vuole usare il caso per farsi pubblicità e trovare i soldi per pagare i danni. Il DIRICOMM arresta per l'omicidio Hugo Blake, fidanzato della vittima, ma non ha le prove per trattenerlo. Lucy e Anthony, nel rientrare a casa, sorprendono un intruso che, dopo aver lottato con loro, fugge: ha rubato l'anello della Ward, senza sapere che era un falso, poiché quello vero lo tiene Lucy al collo.

## Doubt Thou The Stars
- Titolo originale: Doubt Thou The Stars
- Diretto da: William McGregor
- Scritto da: Ed Hime

### Trama
Per cercare di trovare le 60 mila sterline da rimborsare alla cliente, Lockwood risponde all'annuncio di sir John Fairfax, un facoltoso uomo che necessita di una veloce disinfestazione di un maniero che desidera vendere al più presto; i ragazzi si mettono subito al lavoro e scoprono che già i loro concorrenti dell'agenzia Fittes avevano provato, sacrificando numerosi impiegati. L'ispettore Barnes chiama Lucy e la sollecita a lasciare l'agenzia, che presto avrà un supervisore adulto come scotto per i pasticci che hanno combinato. Nonostante tutto, i tre partono per occuparsi del maniero; giunta la notte, si trovano ben presto in balìa di una potente forza maligna alla quale riescono a scampare per miracolo. Lockwood capisce che Fairfax, che è stato anche un mecenate del teatro, è l'assassino di Annabel e che li ha attirati lì per farli uccidere dalle infestazioni. Lucy, che ha con sé l'anello, lo scatena contro l'uomo liberando il fantasma di Annabel, che uccide Fairfax per vendetta e finalmente trova la pace.
Sul posto arriva il DIRICOMM, che arresta i tre sopravvissuti per aver praticato una disinfestazione senza autorizzazione, ma accade una cosa strana: arriva il capo di Barnes che in cambio di un accordo di riservatezza, accetta di liberare Lockwood e i suoi soci, pagando anche loro le 60 mila sterline. I ragazzi accettano, seppur a malincuore, l'insabbiamento.
Tornati a Londra per festeggiare lo scampato pericolo, Lucy scende nello scantinato e senza accorgersi apre un dispositivo di contenimento di un fantasma; udita la voce della manifestazione, cade a terra priva di sensi.

## Sweet Dreams
- Titolo originale: Sweet Dreams
- Diretto da: William McGregor
- Scritto da: Ed Hime

### Trama
Lucy si risveglia dopo molte ore e non ricorda di essere svenuta. L'agenzia Lockwood riceve un incarico dall'impresa di pompe funebri Saunders, che ha bisogno che una zona del cimitero da loro usato venga disinfestata. Quando giungono sul posto, trovano la sorgente primaria: Lucy si sente male e ha dei flashback su ciò che le è successo nella cantina e George per poco non cade in catalessi. Riescono ad arginare la manifestazione, ma Lucy continua ad avere strane visioni e George commette un'imprudenza e per poco non libera nuovamente il fantasma mettendo a rischio una "non agente".
Tornati a casa, Lucy va in cantina e parla con la manifestazione intrappolata nel dispositivo di contenimento: la cosa strana è che una manifestazione non può parlare sostenendo un vero discorso e, se lo fa, significa che l'umano con cui sta comunicando è un sensitivo molto potente. Lucy ne parla con Anthony e George, ma loro non le credono e litigano. Infatti i fantasmi sono classificati in manifestazioni di tipo uno e due (la seconda più potente della prima), mentre tutti negano l'esistenza del tipo tre, una manifestazione senziente in grado di parlare solo con persone molto speciali. Significa che Anthony ha in casa un autentico tipo tre e che Lucy è una delle due persone al mondo a sostenere di essere in grado di parlare con loro. Anthony confessa a Lucy che in realtà le crede e cercano di riappacificarsi con George, che però è scomparso. Trovano sulla sua scrivania la traduzione dal fenicio che recita "la verità dimora nell'oltre", scritta che stava sulla sorgente del fantasma del cimitero.
George ritorna alla tomba e scopre che lo specchio che vi era contenuto è scomparso. Raggiunto dai suoi soci, da Barnes e da quelli della Fittes, il ragazzo fa delle rivelazioni sconcertanti: il morto è stato sepolto con degli accorgimenti anti fantasma ben un secolo prima dell'inizio del Problema, che l'iscrizione sullo specchio è uno slogan delle sette che vogliono difendere i fantasmi e che lo specchio probabilmente è un importante indizio per capire come e perché è iniziato il Problema. Barnes decide di mettere al lavoro sia l'agenzia Lockwood che l'agenzia Fittes, scatenando la già accesa rivalità esistente tra loro.

## La Morte è vicina
- Titolo originale: Death Is Coming
- Diretto da: Catherine Morshead
- Scritto da: Joy Wilkinson

### Trama
La concorrenza tra le due agenzie è al massimo; nei pressi del cimitero viene trovato il cadavere di Danny, ex mentore di Anthony che, una volta diventato adulto e perso il talento di vedere i fantasmi, si è adattato a fare il ladro di reliquie. Lockwood non esita a ricorrere alle proprie amicizie poco convenzionali per chiedere informazioni riguardo a Danny e allo specchio rubato; Lucy e Anthony arrivano dunque a Flo Bones, una ricettatrice da mercato nero di sorgenti e vecchia amica di Anthony, che li indirizza a un pericoloso affarista, Julius Winkman. Catturati da quest'ultimo, uno psicopatico che si fa aiutare dalla moglie, tortura Anthony per farsi dire chi è, ma Lucy riesce a far fuggire entrambi.
Arrivati a casa arriva il socio di Danny, che sapeva che Anthony lo stava cercando, ma l'uomo giunge ferito, accoltellato a morte e riesce solo a sussurrare alcune parole misteriose prima di morire.

## Non l'hai mai chiesto
- Titolo originale: You Never Asked
- Diretto da: Catherine Morshead
- Scritto da: Joy Wilkinson

### Trama
Barnes, pur riconoscendo il talento della Lockwood & Co e in particolare quello di Lucy, vuole estrometterli dall'indagine per via della morte dell'ex socio di Danny, avvenuta sulla soglia di casa loro. I ragazzi lo convincono a non tagliarli fuori e si danno da fare, sia per risolvere il caso che per fare le scarpe all'agenzia Fittes. Anthony e George ormai sono convinti di avere in casa un fantasma di tipo tre, intrappolato in un dispositivo di contenimento (oggetto che aveva rubato George per ripicca quando licenziato dalla Fittes) e che Lucy riesca a comunicare con lui, quindi le danno carta bianca; lo spettro dice a Lucy che lui era un accolito di Bickerstaff, l'uomo che era sepolto insieme allo specchio rubato, e i tre soci decidono di andare nella vecchia dimora del morto per capire cosa combinava: scoprono che era un pazzo esoterista che compiva dei sacrifici umani per rubare organi ai malcapitati mentre erano ancora in vita. La manifestazione di tipo tre con cui Lucy comunica la guida in una camera segreta dove scoprono il diario segreto di Bickerstaff, ma esso li conduce a dover consultare un altro libro, la cui unica copia è contenuta nella Biblioteca Nera della Fittes. Lucy e Anthony approfittano di un ricevimento a cui sono stati invitati per introdursi in tale biblioteca, avvalendosi dell'aiuto di George, loro ex dipendente e, dopo difficoltà iniziali ed essere stati scoperti da un uomo misterioso con uno stocco d'oro, trovano ciò che cercano e riescono a fuggire.
Lucy riceve un'offerta di lavoro dalla Fittes: prima da un loro agente che sembra anche interessato sentimentalmente alla ragazza e poi dalla signorina Fittes in persona, ma Lucy rifiuta entrambe le volte.

## Ipnotizzato
- Titolo originale: Mesmerised
- Diretto da: Catherine Morshead
- Scritto da: Ed Hime

### Trama
Lucy e Anthony, dopo essere scappati dalla festa all'agenzia Fitts, si incontrano con George e Flo per andare all'asta clandestina dove sarà battuto anche lo specchio. Riescono a intrufolarsi come clienti, mentre George e Flo li aspettano in barca sul Tamigi; quando Anthony viene riconosciuto da Winkman, il banditore, Lucy fa scoppiare un piccolo esplosivo e si scatena il putiferio. Arraffato lo specchio, scappano e sono inseguiti da tutti, compreso l'uomo con lo stocco d'oro che era nella Biblioteca Nera, presente anch'egli all'asta; con una morsa azzardata riescono a lanciare a George, in attesa in barca sul fiume, lo specchio, mentre loro si tuffano sfuggendo al loro inseguitore. George e Flo si recano agli uffici del DIRICOMM, dove George deve consegnare il manufatto, mentre Flo se ne va, preferendo non farsi vedere visto che è una ricettatrice ricercata. Dopo che la ragazza se n'è andata George, che da quando ha incontrato il fantasma di Bickerstaff al cimitero ha comportamenti strani e tende a cadere come in trance, non consegna al DIRICOMM l'oggetto, ma entra in una cabina telefonica e fa una telefonata a una persona misteriosa, informandola che ha lo specchio.

## Non è l'eterno
- Titolo originale: Not the Eternal
- Diretto da: Joe Cornish
- Scritto da: Joe Cornish

### Trama
Sul libro rubato dalla Biblioteca Nera, Lucy e Anthony scoprono dei disegni identici a quelli che rappresenta George quando cade in trance e capiscono che è come stato catturato dall'ossessione dello specchio, e vanno a cercarlo al cimitero, portandosi dietro anche la manifestazione di tipo tre. George e una sua nuova amica, la signorina Joplin, li stanno precedendo e sul posto trovano Kipps, dell'agenzia Fitts, che sta avendo la peggio contro un fantasma. George lo salva e capisce che il ragazzo è ormai adulto e ha perso il suo talento. La Joplin rende presto evidente le sue intenzioni: usare uno dei due ragazzi per farli guardare dentro lo specchio e finalmente forse avere delle risposte sull'origine del Problema.
Dopo aver combattuto insieme ad altri della Fittes, Anthony viene colpito da un proiettile sparato dall'uomo con lo stocco d'oro, mentre Lucy affronta al posto di George lo specchio, salvo poi esporre la manifestazione di tipo tre, che rivela che era tutto un inganno e che "non è come dovrebbe essere", prima di perdere la parola; George riesce a liberarsi e a far cadere, rompendolo, lo specchio. La Joplin lo prende e ne viene risucchiata, mentre dalla crepa escono le anime intrappolate da Bickerstaff durante i suoi rituali, finalmente liberate e in pace.
Tutto è finito: lo specchio viene riconsegnato a Barnes e alla Lockwood & Co viene riconosciuto il merito di aver risolto il caso. L'uomo con lo stocco dorato parla in segreto con la signorina Fittes dicendole che lo specchio è finito in mano al DIRICOMM, mentre Anthony si apre finalmente con i suoi amici dicendo loro che rivelerà cosa è successo nel suo passato, segreto che è chiuso in una stanza della casa che lui non apre mai. L'episodio si chiude con lui che apre la porta in presenza di Lucy e George.